# Laveja
Laveja (lat. Llavea), monotipski biljni rod iz porodice bujadovki rasprostranjen po Meksiku, Gvatemali i Kostariki.

## Sinonimi
- Allantodia cordifolia (Lag.) Desv.
- Allosorus cordifolius (Lag.) Keys.
- Allosorus karwinskii Kunze
- Asplenium cordifolium (Lag.) Spreng.
- Botryogramme karwinskii (Kunze) Fée
- Ceratodactylis osmundioides J. Sm.
- Cryptogramma cordifolia (Lag.) Prantl

## Vanjske poveznice
|  | Zajednički poslužitelj ima još gradiva o temi Llavea cordifolia |
|  | Wikivrste imaju podatke o taksonu Llavea cordifolia             |